# Rubén Morán
Rubén Morán (ur. 6 sierpnia 1930, zm. 3 stycznia 1978) – urugwajski piłkarz, napastnik, lewoskrzydłowy. Mistrz świata z roku 1950.
Urodzony w Montevideo Morán karierę piłkarską rozpoczął w 1948 roku w klubie CA Cerro.
Jako piłkarz Cerro wziął udział w finałach mistrzostw świata w 1950 roku, gdzie Urugwaj zdobył tytuł mistrza świata. Morán zagrał tylko w wygranym przez Urugwaj 2:1 meczu finałowym z Brazylią – zastąpił w składzie Ernesto Vidala. Należy do grupy najmłodszych zdobywców tytułu mistrza świata.
Wciąż jako gracz klubu Cerro wziął udział w turnieju Copa América 1953, gdzie Urugwaj zajął trzecie miejsce. Morán zagrał tylko ostatnie kilka minut meczu z Brazylią, zmieniając Donalda Peláeza. W Cerro Morán grał do 1960 roku, czyli końca swej kariery.